# Doppelsäule 23/70
Doppelsäule 23/70 è una scultura monumentale di Erich Hauser realizzata nel 1970 e installata a Monaco di Baviera nel 1984 nel quartiere Maxvorstadt tra Alte Pinakothek e Neue Pinakothek.